# Autograf

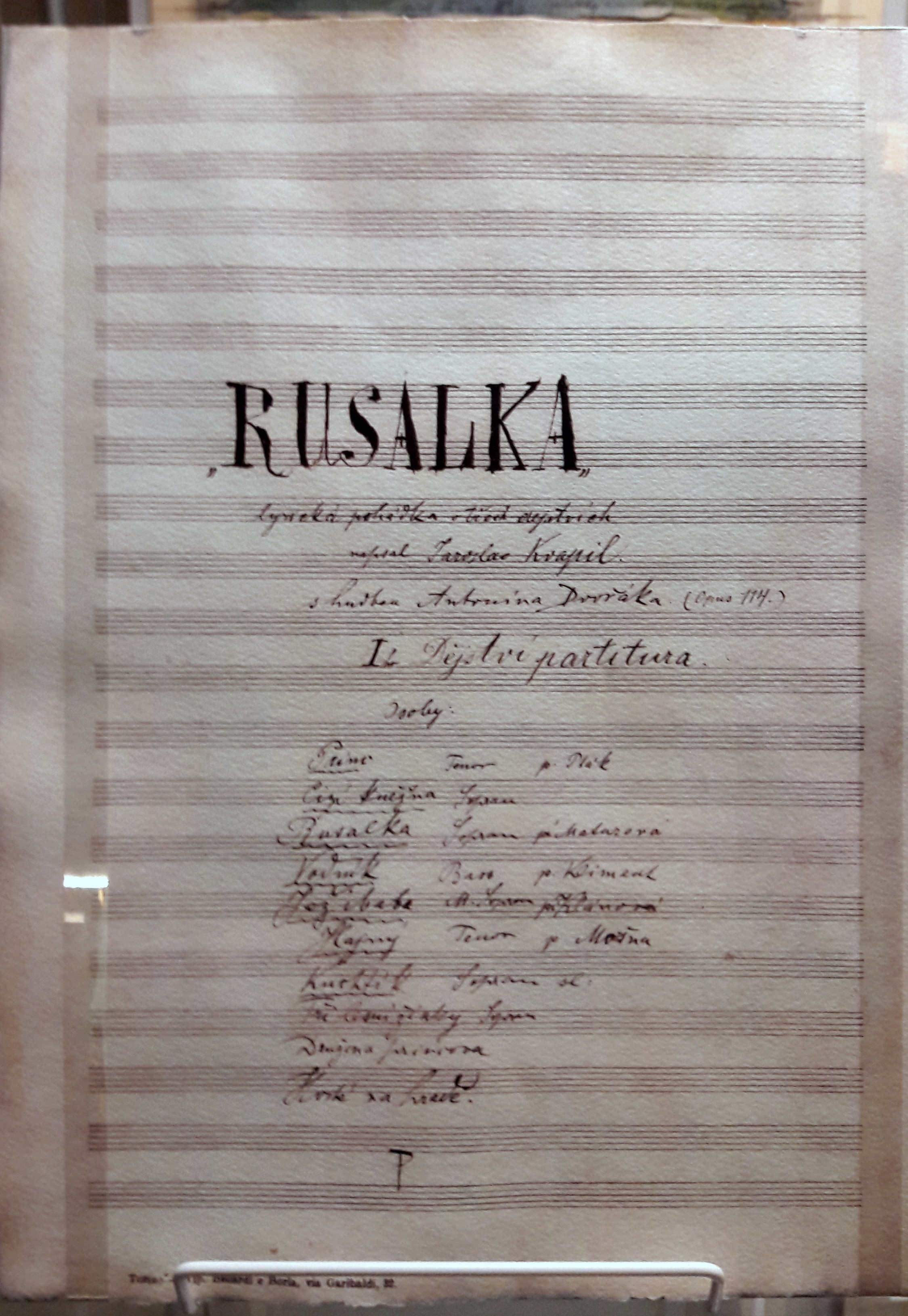
Titulní strana partitury Rusalky – vlastní autograf Antonína Dvořáka, autora díla.

Autograf je vlastnoručně psaný text osobnosti, přičemž výraz má původ v řeckých slovech αὐτός – sám a γράφω – píši. Autografem se ve sběratelství označuje rukopis osobnosti, zatímco autogram je pouhý podpis osobnosti.
Zájemci o sběratelství autogramů (podpisů) a autografů (rukopisů) se mohou sdružovat v Klubu sběratelů autogramů, který zahrnuje členy jak v České republice, tak Slovenské republice.